# شباب على الهوا (فلم)
شباب على الهوا فيلم مصري من إنتاج عام 2002، من تأليف محمود حامد وإبراهيم حامد، ومن إخراج عادل عوض.
L

## قصة الفيلم
تدور أحداث الفيلم حول ثلاثة شباب (علي، كريم، شفيع) يقطنون حي المعادي، يفكرون في إنشاء قناة تلفزيونية للبث في المعادي فقط، ويقيمون بالفعل استوديو على سطح الفيلا التي يملكها علي، وهو أكثرهم ثراء، يتحدثون في قناتهم عن كل المشاكل والأخطاء التي تسبب فيها جيل الكبار، يرتدون أقنعة مختلفة أثناء البث حتى لا يتعرف أحد عليهم، ويطلقون على أنفسهم رستم 1، رستم 2، رستم 3، نادية وسمر يتعرفان على سر القناة التليفزيونية، ويشتركان معهم فيها.
يتم تصوير جريمة قتل بالصدفة في خلفية أحد البرامج، والذي يقدمه الشاب نشأت دون أن يلتفت صناع البرنامج للجريمة، أفراد العصابة هم فقط الذين يلاحظون الجريمة، فيقتلون نشأت لكنهم لا يعثرون على الشريط، تبدأ المطاردة بين الشباب وأفراد العصابة من جهة، والشباب والشرطة من جهة أخرى، لأنهم أقاموا قناة تليفزيونية بدون تصريح، وحينما يبدأ الشباب في فضح تصرفات العصابة، والتي تقف خلفها إسرائيل.
تستطيع العصابة الوصول إلى مقر القناة، ولكن الشباب يفرون بسيارة إرسال يحملون عليها طبق إرسال هوائي حتى يستمروا في البث من أماكن مختلفة دون أن يعثروا عليهم.

## بطولة
- أحمد رزق: (شفيع)
- حنان ترك: (نادية)
- أحمد الفيشاوي: (علي)
- نيللي كريم: (سمر)
- عمرو مهدي : (كريم)
- سامي العدل
- راندا عوض
- أمير شاهين
- أحمد منير
- محمد محمود عبد العزيز
- أحمد فؤاد نجم
- محمود أمين الهنيدي
- سميرة الهواري
- عثمان عبد المنعم
- أحمد خميس
- ليلى جمال

## فريق العمل
- إخراج: عادل عوض
- تأليف: محمود حامد، إبراهيم حامد
- إنتاج: العدل فيلم
- توزيع: الشركة العربية للإنتاج والتوزيع السينمائي
- مونتاج: مها رشدي
- موسيقى: علي شرف
- مدير التصوير: جمال وهدان

## وصلات خارجية
- مقالات تستعمل روابط فنية بلا صلة مع ويكي بيانات
- صفحة الفيلم في قاعدة بيانات الأفلام العربية